# El Arenal, Las Vigas de Ramírez
El Arenal är en ort i Mexiko.   Den ligger i kommunen Las Vigas de Ramírez och delstaten Veracruz, i den sydöstra delen av landet, 220 km öster om huvudstaden Mexico City. El Arenal ligger 2 293 meter över havet och antalet invånare är 144.
Terrängen runt El Arenal är kuperad åt sydost, men åt nordväst är den bergig. Terrängen runt El Arenal sluttar norrut. Runt El Arenal är det ganska tätbefolkat, med 160 invånare per kvadratkilometer. Närmaste större samhälle är Banderilla, 16,2 km sydost om El Arenal. I omgivningarna runt El Arenal växer i huvudsak blandskog.